# Гылыбов, Иван
Иван Петков Гылыбов — профессор истории болгарского языка и славянского языкознания.
Родился 28 мая 1918 года в городе Чирпан. В 1941 году окончил Софийский университет. Учился также в Гейдельберге и Берлине.
С 1951 по 1957 год директор Исторического музея в Бургасе. С 1963 — доцент, а с 1966 — профессор Великотырновского университета имени Кирилла и Мефодия. С 1970 года  — постоянный профессор Зальцбургского университета. С 1971 по 1978 — заведующий отделом славянской филологии в Зальцбургском университете и директор Славянского семинара. С 1977 и до своей смерти в 1978 году был директором Болгарского исследовательского института в Вене. Награждён орденом «Кирилл и Мефодий» 3-й (1963) и 1-й (1978) степени. 

## Основные труды
- Надписите към боянските стенописи = Die Inschriften an den Wandmalereien der Kirche in Bojana. София: БАН, 1963.
- Български етимологичен речник. Т. 1. София, БАН, 1971 (в съавторство)
- «Историческа диалектология и лингвистична география.» — Български език, 1973, № 6, 504—507.
- «Приносът на епиграфския материал за решаване на лингвистични проблеми». — Известия на Народния музей във Варна, 1976, № 12, 33–47. (Съдържа името на крепостта Холъвник, дава се етимология та и на други подобни имена.)
- Старобългарски език с увод в славянското езикознание. София, Наука и изкуство, 1980.
- Избрани трудове по езикознание. София, 1986.